# Helen Robson Walton
Helen Robson Walton (* 3. Dezember 1919 in Claremore, Oklahoma; † 19. April 2007 in Bentonville, Arkansas) war die Frau des Wal-Mart-Gründers Sam Walton.

## Biographie
Ihre Eltern L.S. und Hazel Carr Robson erzogen sie in den traditionellen Werten einer Kleinstadtgemeinschaft: zu einer protestantischen Arbeitsethik, Aufrichtigkeit und zur Bereitschaft zu gemeinnützigen Spenden („giving back to the community“). Sie studierte Finanzwirtschaft an der University of Oklahoma. 1942 lernte sie Sam Walton kennen und heiratete ihn am Valentinstag 1943. Nach der Rückkehr ihres Mannes aus dem Zweiten Weltkrieg zog das Paar 1945 nach Newport, Arkansas, wo sie einen Ben Franklin „five-and-dime“-Laden eröffneten. Fünf Jahre später zogen sie um nach Bentonville, dem späteren Firmensitz, wo Sam Walton seinen Aufstieg als Großhandelskaufmann fortsetzte. Ihr Mann bezeichnete sie als eine seiner besten Unternehmensberater, die er je hatte, und er gestand ihr auch die ursprüngliche Idee des Gewinnbeteiligungsplans von Wal-Mart zu, der allen Teilnehmern eine zusätzliche Möglichkeit einer Gewinnbeteiligung neben den Aktien einräumte.
Helen Walton war in Arkansas in philanthropischer Weise aktiv, insbesondere im Bereich der Bildung, den Künsten sowie für sozialkaritative Zwecke. So etwa spendete sie 2002 der University of Arkansas 300 Mio. $, die bis dahin größte Einzelspende für eine öffentliche Universität in den USA. Als bekennende Presbyterianerin unterstützte sie auch die Presbyterianische Kirche.
2005 wurde sie an 29. Stelle der reichsten Personen der Welt von Forbes Magazine eingestuft. Ihr Vermögen wurde auf 16,4 Milliarden US-Dollar geschätzt.
Sie hatte vier Kinder, die über ein noch höheres Vermögen verfüg(t)en:
- Samuel Robson Walton (* 1944)
- John T. Walton (* 1946; † 2005)
- James Carr Walton (* 1948)
- Alice L. Walton (* 1949)